# Věčné adorátorky Guadalupanánky
Věčné adorátorky Guadalupanánky (španělština: Religiosas Adoratrices Perpetuas Guadalupanas) je ženská řeholní kongregace, jejíž zkratkou je A.P.G.

## Historie
Původ kongregace se datuje az do roku 1875 kdy Řád Největšího Salvátora od svaté Brigidy se souhlasem mexického arcibiskupa Pelagia Antonia de Labastida y Dávalos založil novou ženskou kongregaci založenou na podobném stylu jako byl řád.
Roku 1885 byla první představenou zvolena María de las Mercedes Méndez Pérez Gil, která je považována za zakladatelku kongregace.
Do roku 1924 byly tyto sestry součástí kongregace Věčných adorátorek od Nejsvětější svátosti. Dne 7. listopadu 1939 schválil Svatý stolec jejich stanovy.

## Aktivita a šíření
Sestry se věnují věčné úctě Nejsvětější svátosti a výchově a vzdělávání mladých křesťanů.
Jsou přítomni v Mexiku a v USA; generální kurie se nachází v Ciudad de México.
K roku 2008 měla kongregace 227 sester ve 20 domech.